# 瓜达露佩圣母堂 (罗马)
瓜达露佩圣母堂（Chiesa di Nostra Signora di Guadalupe a Monte Mario）是一座罗马天主教教堂，新罗马风格，位于意大利罗马Della Vittoria郊区的瓜达露佩圣母广场（piazza Nostra Signora di Guadalupe）。
该堂由瓜达露佩圣母修女会建于1928-1932年，供奉墨西哥的主保瓜达露佩圣母。该堂后来出售给罗马教区，1936年6月22日成立堂区。1969年4月29日，教宗保禄六世将其封为领衔堂区。 现任枢机为弟茂德·弥额尔·多兰。
正祭台上的瓜达露佩圣母像是一位墨西哥神父在1880年献给教宗良十三世，1929年又由庇护十一世送给墨西哥修女。

## 参考

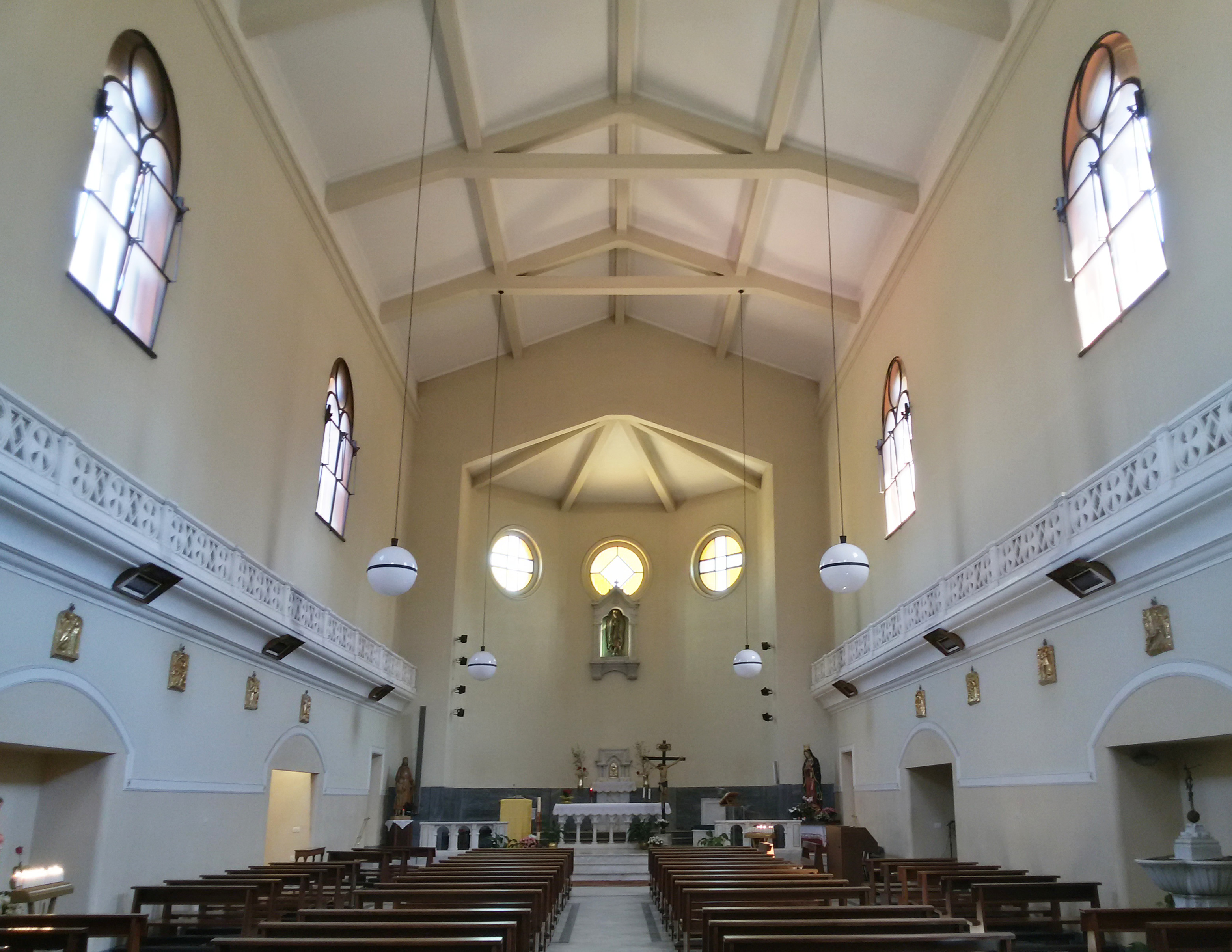